# Phato (huyện)
Phato (tiếng Thái: พะโต๊ะ) là một huyện (‘‘amphoe’’) của tỉnh Chumphon, phía nam Thái Lan.

## Lịch sử
Ban đầu, Patho là một huyện của Mueang Lang Suan, một đơn vị đã được hạ xuống thành một huyện thuộc Chumphon khoảng năm 1900. Năm 1938 Phato đã được hạ xuống thành một tiểu huyện (King Amphoe). Ngày 16 tháng 6 năm 1991, tiểu huyện này đã được nâng thành huyện.

## Địa lý
Các huyện giáp ranh là (từ phía đông theo chiều kim đồng hồ) Lang Suan và Lamae của tỉnh Chumphon, Tha Chana và Chaiya của tỉnh Surat Thani, Kapoe, Mueang Ranong và La-un của tỉnh Ranong.
Within the Kuan Mae Yai Mon Wildlife Sanctuary in the southwest of the district is the Heo Lom waterfall, one of the attractions of the. The terrain is mostly mountainous with several small rivers, which make it a popular place for rafting.

## Hành chính
Huyện này được chia thành 4 phó huyện (tambon), các đơn vị này lại được chia thành 43 làng (muban). Thị trấn (thesaban tambon) Phato nằm một phần trên tambon Phato. Ngoài ra có 4 tổ chức hành chính tambon.
| \| Số TT \| Tên \| Thai \| Số làng \| Dân số \| \| \| ----- \| -------- \| ------ \| ------- \| ------ \| \| \| 1. \| Phato \| พะโต๊ะ \| 19 \| 8.249 \| \| \| 2. \| Pak Song \| ปากทรง \| 8 \| 4.683 \| \| \| 3. \| Pang Wan \| ปังหวาน \| 7 \| 4.841 \| \| \| 4. \| Phra Rak \| พระรักษ์ \| 9 \| 4.392 \| \| | Map of Amphoe |        |         |        |  |
| Số TT | Tên           | Thai   | Số làng | Dân số |  |
| 1. | Phato         | พะโต๊ะ  | 19      | 8.249  |  |
| 2. | Pak Song      | ปากทรง | 8       | 4.683  |  |
| 3. | Pang Wan      | ปังหวาน | 7       | 4.841  |  |
| 4. | Phra Rak      | พระรักษ์ | 9       | 4.392  |  |